# Katja Moslehner

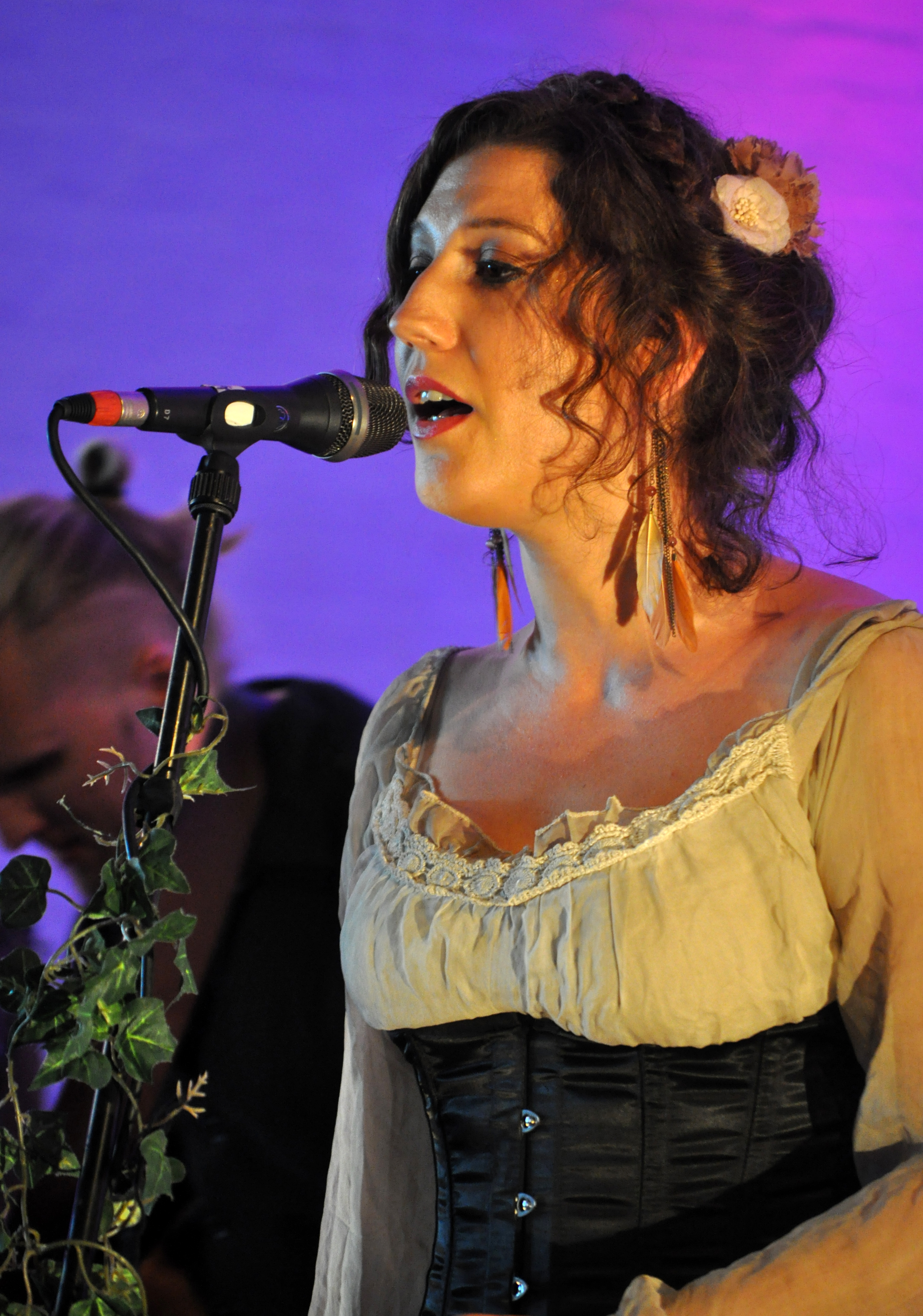
Katja Moslehner

Katja Moslehner (* in Arneburg) ist eine deutsche Musikerin, die durch ihre Auftritte mit der Pagan-Folk-Band Faun einem größeren Publikum bekannt wurde. Seit 2018 ist sie als Solokünstlerin aktiv.

## Biografie und musikalisches Werk

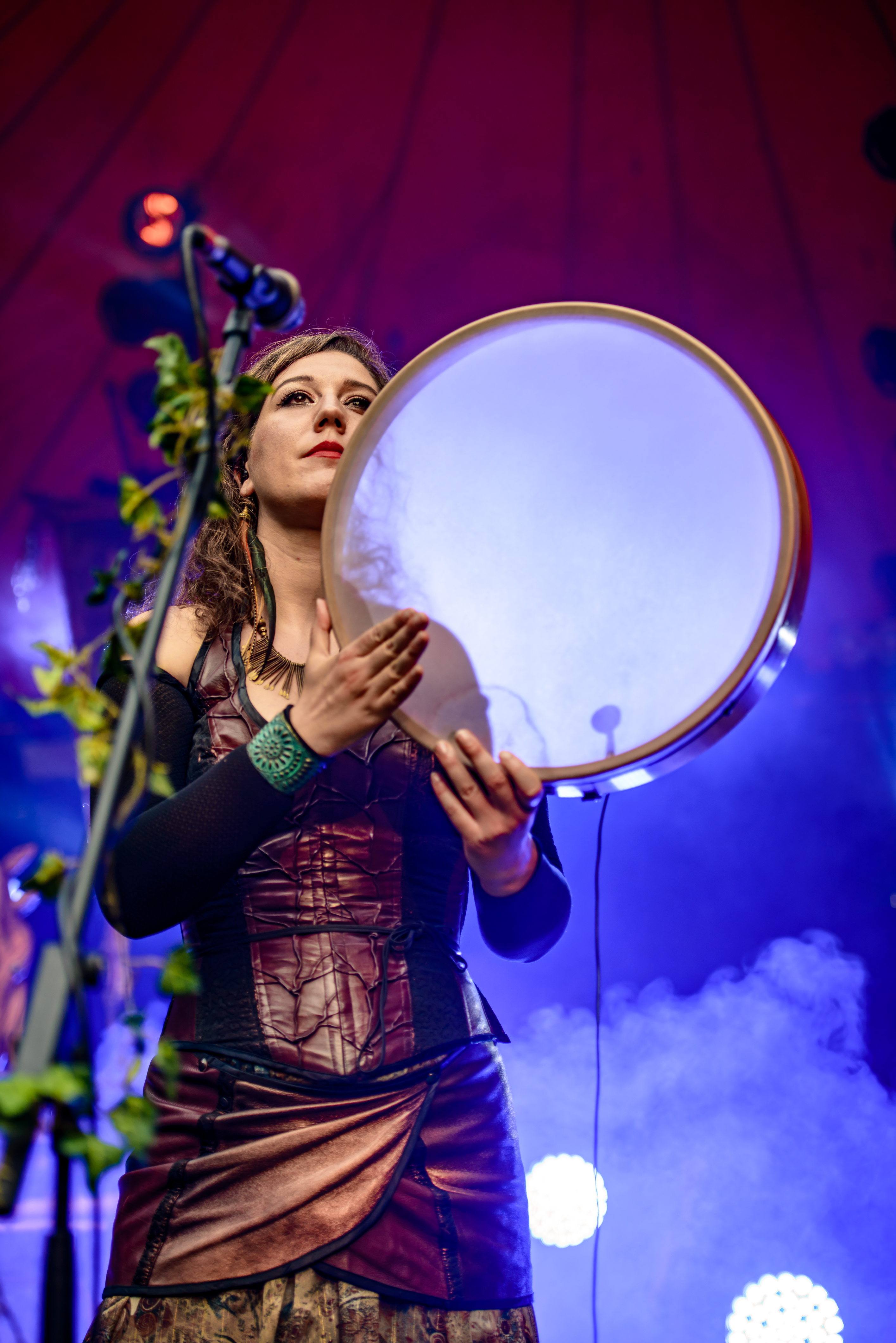
Katja Moslehner mit Rahmentrommel auf einem Faun-Konzert, 2016

Katja Moslehner wuchs in Arneburg in einem Künstlerhaushalt auf. Ihre Mutter und ihre Tante waren an einem Theater und ihr Großvater bei der DEFA tätig. Ab Schulbeginn sang sie im Chor, begann später eine klassische Grundausbildung und kam frühzeitig mit der Musik von Hildegard von Bingen in Kontakt. Sie studierte Indologie/Religionswissenschaft in Leipzig und während eines Aufenthalts in Indien den klassischen indischen Ragagesang. Anschließend beteiligte sie sich an der Gründung einer Musik- und Theaterartistikgruppe in Berlin und war in dieser sieben Jahre lang aktiv. Bei Festival-Auftritten kam sie dabei in Kontakt zu Faun.
Im Jahr 2013 trat sie Faun als Sopran-Sängerin, Perkussionistin und Komponistin bei und schloss in dem Zusammenhang einen Künstlervertrag mit Electrola/Universal. Gastauftritte hatte Katja Moslehner zu dieser Zeit unter anderem bei Santiano. Auftritte vor einem großen Publikum gab es auch in der Fernseh-Show Willkommen bei Carmen Nebel und im Rahmen des deutschen Vorentscheids zum Eurovision Song Contest 2015. Ihre Zusammenarbeit mit weiteren Künstlern umfasste unter anderem Subway to Sally, In Extremo, Efren Lopez, Maya Friedman, Erik Manouz, Jean Walther, Versengold, Triskilian und Die Flugträumer. Im Jahr 2017 verließ Katja Moslehner Faun. Während ihres Wirkens hatte die Band die bisher erfolgreichsten Alben der bisherigen Bandgeschichte veröffentlicht. Das Album Von den Elben erlangte Platin- und das darauffolgende Luna Goldstatus.
Nach der Trennung von Faun wendete sich Katja Moslehner einem Soloprojekt zu. Ihr Debütwerk Am Weltenrand wurde 2021 veröffentlicht. Das Album greift das Motiv von Flammarions Holzstich, den Wanderer am Weltenrand, auf. Kompositionen und Texte stammen vorwiegend von ihr. Das Album entstand im Zusammenwirken mit zahlreichen Gastmusikern, die verschiedene alte und außergewöhnliche Instrumente spielen, darunter Cister, Davul, Ney, Schalmei, Sackpfeife, Drehleier, Harfe und Santur. Zu den Mitwirkenden zählte auch Rick Jordan. Am Titel So frei beteiligte sich Joachim Witt mit seiner Stimme. Beim Hexenlied praktizierte Katja Moslehner Kehlkopfgesang. Mit Caritas Abundat griff sie ein Werk Hildegard von Bingens auf. Nicht zuletzt deshalb kann ihr gegenwärtiges Schaffen neben der Weltmusik und dem Pagan-Folk auch der Musik der Mittelalterszene zugerechnet werden, gleichwohl es aufgrund des musikalischen Tiefgangs entfernt von Marktmusik ist und die naturverbundene Mystik überwiegt. Insgesamt ist Weltenrand ein vergleichsweise ruhiges Album, Entschleunigung sei auch eine Intention hinter dem Album gewesen. Moslehner bedauert, dass insbesondere die nordische Mythologie, wie sie etwa im Titel Valkyrie verarbeitet wird, durch rechte Gruppen politisch vereinnahmt wird, und setzt dem eine andere Interpretation entgegen.
Neben ihrem Stimmenfach Sopran mit Belcanto als klassische Grundlage bildete sich Katja Moslehner vielfach auch in Perkussion fort. Die von ihr gespielten Instrumente sind Rahmentrommel, Lyra, Gitarre und Klavier. Sie bietet zudem ein Gesangscoaching an. Im Rahmen ihres Soloalbums veröffentlichte sie auch Videos, bei denen sie Regie führte. Neben der Musik hat sie eine Ausbildung zur Kräuterheilkunde gemacht und beschäftigt sich mit Kalligrafie.
Katja Moslehner lebt in Berlin.

## Diskografie

### Soloalben
- 2021: Am Weltenrand (Swantje Records)

### Mit Faun
Studioalben:
- 2013: Von den Elben (We Love Music/Universal)
- 2014: Luna (We Love Music/Universal)
- 2016: Midgard (We Love Music/Universal)

Best-Of-Alben:
- 2018: XV – Best Of (We Love Music/Universal)

Livealben:
- 2015: Luna + Live & Acoustic in Berlin (We Love Music/Universal)
- 2017: Midgard (Tour Edition) (We Love Music/Universal)

### Als Gastmusikerin
- 2015 mit Versengold: Schönheit der Schatten (Fuego/Indigo)
- 2017 mit Corvus Corax: Fluch des Drachen (Universal)
- 2017 mit Serenity: Lionheart (Napalm Records)
- 2017 mit Krayenzeit: Von Mond und Schatten (Oblivion)
- 2020 mit Reinhard Mey und Freunde: Meine Söhne geb’ ich nicht (Universal)